# Жельона Гура
Жельо̀на Гу̀ра (на полски: Zielona Góra; на немски: Grünberg in Schlesien; на чешки: Zelená Hora) е град в Западна Полша, една от столиците на Любушкото войводство. Административен център е на Жельоногурски окръг и на Жельоногурска община, без да е част от тях. Самият град е обособен в отделен окръг с площ 58,34 км2.

## География
Градът се намира в историческата област Долна Силезия, южно от Гожов Великополски и югозападно от Познан.

## История
Селището е основано от немски и фламандски заселници. Градски права получава около 1323 година.

## Население
Населението на града възлиза на 119 197 души (2012). Гъстотата е 2 043 души/км.2.
Демографско развитие:

## Личности
Родени в града:
| - Ото Юлиус Бирбаум – немски писател - Юрген Коломбо – немски колоездач, олимпийски медалист - Вилхелм Юлиус Фьорстер – немски астроном - Франц-Вилхелм, принц на Прусия – немски аристократ - Рудолф Хайм – немски философ - Давид Куява – полски мотоциклетист | - Мачей Муравски – полски футболист - Мирослав Пьотровски – полски историк и политик - Вартоломей Питискус – немски математик, астроном и теолог - Мариля Родович – полска певица - Мария Гладковска – полска актриса |

## Градове партньори
| Град     | Държава     | Дата |
| -------- | ----------- | ---- |
| Котбус   | Германия    | 1992 |
| Ферден   | Германия    | 1993 |
| Хелмонд  | Нидерландия | 1993 |
| Л'Акуила | Италия      | 1996 |
| Троа     | Франция     | 1970 |
| Нитра    | Словакия    | 1992 |
| Бистрица | Румъния     | 1995 |

## Фотогалерия
- Катедрала „Св. Ядвига“
- Градската библиотека
- Сградата на ректората
- Железопътната гара